# سجل فانيتاس
سجل فانيتاس (باليابانية: ヴァニタスの手記، بالروماجي: Vanitasu no Karute) هي سلسلة مانغا يابانية من تأليف ورسم جون موتشيزوكي. نشرت من قبل سكوير إنكس في مجلة غانغان جوكر الشهرية، منذ 22 ديسمبر عام 2015. أنتجت إلى مسلسل أنمي تلفزيوني من قبل بونز، سيعرض الأنمي في 3 يوليو عام 2021.

## القصة
تدور أحداث القصة عن مصاص دماء اسمه فانيتاس، وهو مكروه من قبل مصاصي الدماء لأنه ولد تحت قمر أزرق، حيث ولد معظمهم في ليلة قمر قرمزي. خائفًا ووحيدًا صنع كتاب فانيتاس، الذي سينتقم به من جميع مصاصي الدماء.

## الشخصيات

### فانيتاس
نوي أرشيفيست (باليابانية: ノエ・アルシヴィスト، بالروماجي: Noe arushivuisuto)
أداء صوتي: كايتو إيشيكاوا
فانيتاس (باليابانية: ヴァニタス، بالروماجي: Vuanitasu)
أداء صوتي: ناتسوكي هاناي

### الشخصيات أخرى
جين (باليابانية: ジャンヌ، بالروماجي: Jannu)
أداء صوتي: إينوري ميناسي
دومينيك دي ساد (باليابانية: ドミニク・ド・サド، بالروماجي: Dominiku do Sado)
أداء صوتي: آي كايانو
فانيتاس أوف ذا بلو مون (باليابانية: 蒼月の吸血鬼، بالروماجي: Sougetsu no Vampir)
أداء صوتي: ناتسومي فوجيوارا (فيري تيل)، رومي باكو
لوسيوس أوريفلام / لوكا (باليابانية: ルキウス・オリフラム، بالروماجي: Rukiusu Orifuramu)
أداء صوتي: سينو شيموجي
أميليا روث (باليابانية: アメリア・ルース، بالروماجي: Ameria Rūsu)
أداء صوتي: نوريكو شيتايا
لويس دي ساد (باليابانية: ルイ・ド・サド، بالروماجي: Rui do Sado)
أداء صوتي: ميوري شيمابوكورو
فيرونيكا دي ساد (باليابانية: ヴェロニカ・ド・サド، بالروماجي: Veronika do Sado)
أداء صوتي: يوكو هيكاسا
دانتي (باليابانية: ダンテ، بالروماجي: Dante)
أداء صوتي: تارو كيوتشي
جوهان (باليابانية: Johann، بالروماجي: ヨハン)
أداء صوتي: كوجي يوسا
المعلم (باليابانية: 先生، بالروماجي: Sensei)
أداء صوتي: أكيرا إيشيدا
اللورد روثفن (باليابانية: オーガスト・ルスヴン، بالروماجي: Ōgasuto Rusuvun)
أداء صوتي: توشيوكي موريكاوا
رولاند فورتيس (باليابانية: ローラン・フォルティス، بالروماجي: Rōran Forutisu)
أداء صوتي: كينغو كاوانيشي
الكونت باركس أورلوك (باليابانية: パークス・オルロック، بالروماجي: Pākusu Orurokku)
أداء صوتي: إيتارو ياماموتو
نوكس (باليابانية: ノックス، بالروماجي: Nokkusu)
أداء صوتي: أريسا كيوتو
مانيت (باليابانية: マーネ، بالروماجي: Māne)
أداء صوتي: إيتسوكي كوريتا
أوليفر (باليابانية: オリヴィエ، بالروماجي: Orivie)
أداء صوتي: تومواكي ماينو
استولفو غراناتوم (باليابانية: アストルフォ・グラナトゥム، بالروماجي: Asutorufo Guranatumu)
أداء صوتي: أيومو موراسي
مورو (باليابانية: モロー، بالروماجي: Morō)
أداء صوتي: كوزو دوزاكاة
كلوي دابشيه (باليابانية: クロエ・ダプシェ، بالروماجي: Kuroe Dapushe)
أداء صوتي: ريي كوغيميا
جان جاك شاستيل (باليابانية: ジャン＝ジャック・シャステル، بالروماجي: Jan Jakku Shasuteru)
أداء صوتي: دايكي هامانو، ماكوتو كويتشي (أيام الطفولة)
مايكل (باليابانية: ミハイル، بالروماجي: mihairu)
أداء صوتي: ميكاكو كوماتسو
لوكي أوريفليم (باليابانية: ロキ・オリフラム، بالروماجي: Roki Orifuramu)
أداء صوتي: نورياكي سوغياما

## وصلات خارجية
- سجل فانيتاس على موقع عانغان جوكر (باليابانية)
- الموقع الرسمي (باليابانية)
- سجل فانيتاس على موقع ANN manga (الإنجليزية)